# Кен-Карил (Колорадо)
Кен-Карил (англ. Ken Caryl) — переписна місцевість (CDP) в США, в окрузі Джефферсон штату Колорадо. Населення — 33 811 особа (2020).

## Географія
Кен-Карил розташований за координатами 39°34′36″ пн. ш. 105°6′49″ зх. д. / 39.57667° пн. ш. 105.11361° зх. д. (39.576743, -105.113695).  За даними Бюро перепису населення США в 2010 році переписна місцевість мала площу 25,27 км², з яких 25,19 км² — суходіл та 0,08 км² — водойми.

## Демографія
Згідно з переписом 2010 року, у переписній місцевості мешкало 32 438 осіб у 12 677 домогосподарствах у складі 9041 родини. Густота населення становила 1284 особи/км².  Було 13212 помешкання (523/км²).
Расовий склад населення:
| - 91,8 % — білих - 2,2 % — азіатів - 0,8 % — чорних або афроамериканців - 0,5 % — корінних американців - 2,1 % — осіб інших рас |

До двох чи більше рас належало 2,6 %. Частка іспаномовних становила 9,6 % від усіх жителів.
За віковим діапазоном населення розподілялося таким чином: 25,0 % — особи молодші 18 років, 66,8 % — особи у віці 18—64 років, 8,2 % — особи у віці 65 років та старші. Медіана віку мешканця становила 39,0 року. На 100 осіб жіночої статі у переписній місцевості припадало 96,1 чоловіків;  на 100 жінок у віці від 18 років та старших — 94,8 чоловіків також старших 18 років.
Середній дохід на одне домашнє господарство  становив 97 206 доларів США (медіана — 85 887), а середній дохід на одну сім'ю — 111 374 долари (медіана — 99 962). Медіана доходів становила 62 523 долари для чоловіків та 49 948 доларів для жінок. За межею бідності перебувало 5,2 % осіб, у тому числі 5,4 % дітей у віці до 18 років та 5,7 % осіб у віці 65 років та старших.
Цивільне працевлаштоване населення становило 18 955 осіб. Основні галузі зайнятості: освіта, охорона здоров'я та соціальна допомога — 20,1 %, науковці, спеціалісти, менеджери — 15,0 %, роздрібна торгівля — 11,6 %, фінанси, страхування та нерухомість — 8,9 %.